# Athyrium × manickamii
Athyrium × manickamii là một loài dương xỉ trong họ Athyriaceae. Loài này được Fraser-Jenk. mô tả khoa học đầu tiên năm 2008.
Danh pháp khoa học của loài này chưa được làm sáng tỏ. 